# Albert I. Meyers
Albert I. Meyers (* 22. November 1932 in New York City; † 23. Oktober 2007) war ein US-amerikanischer Chemiker. Er war bis zu seiner Emeritierung ordentlicher Professor an der Colorado State University.
Meyers studierte an der New York University und wurde auch dort im Jahr 1957 bei John Joseph Ritter mit der Arbeit Nitriles in nuclear heterocyclic syntheses zum PhD  promoviert. Nach einem Jahr Forschungstätigkeit wechselte er als associate Professor an die Louisiana State University. Dort wurde er dann 1964 ordentlicher Professor. Im Jahre 1970 wechselte er an die Wayne State University und schließlich 1972 an die Colorado State University.
Sein Arbeitsgebiet war die synthetische organische Chemie und hier besonders die Synthese von und mit Heterocyclen. Er ist Namensgeber für die von ihm gefundene Meyers-Synthese und eines Lehrstuhls an der Colorado State University.
Im Jahr 1994 wurde er zum Mitglied der National Academy of Sciences gewählt.